# Mbuma
Mbuma is een klein dorpje in de Zimbabwaanse provincie Matabeleland Noord. De relatieve naamsbekendheid is te danken aan het Mbuma Missie Ziekenhuis, waar Nederlandse artsen en verpleegkundigen werkzaam zijn (geweest). Het ziekenhuis is in 1957 gesticht door de Free Presbyterian Church of Scotland. De kleine kliniek is door de loop der jaren uitgegroeid tot een volwassen ziekenhuis. Onder het ziekenhuis vallen ook drie klinieken in Lutsha, Vova en Simbo. In het ziekenhuis en de klinieken zijn naast het medisch personeel ook evangelisten werkzaam.
De omgeving van Mbuma is agrarisch en dunbevolkt met verspreide bebouwing, er is geen echte dorpskern. Verspreid in de omgeving staan een vijftien kerkjes. Door het noordelijk deel stroomt de rivier Shangani, een twintigtal kilometers zuidelijker het riviertje Magazi.